# Johannes Aurifaber (Vratislaviensis)
Johann Aurifaber, eigentlich Johann Goldschmidt (* 30. Januar 1517 in Breslau; † 19. Oktober 1568 ebenda) war ein lutherischer Theologe und Reformator. Er wurde zur Unterscheidung vom gleichnamigen Weimarer Zeitgenossen auch Vratislaviensis (aus Breslau) genannt.

## Leben
Johann Aurifaber wurde als Sohn des Breslauer Bürgers Valentin Goldschmidt und seiner Frau Ursela Kirstein in Breslau geboren. Nach dem Besuch der Breslauer St. Elisabeth Schule, folgte er seinem älteren Bruder Andreas Aurifaber nach Wittenberg. 1534 wurde er an der dortigen Universität immatrikuliert. Es liegt nahe, dass er zuvor bereits an einer anderen Universität studiert hatte, denn bereits im Januar 1538 erwarb er die Magisterwürde, was dem üblichen Lehrgang widerspricht. Daraufhin trat er im Oktober 1540 in die artistische Fakultät ein, wo er über Sprachen, Philosophie, Mathematik und Theologie Vorlesungen hielt. Im Dezember 1543 schlug ihn die Universität für die Leitung des Pädagogiums der artistischen Fakultät vor; doch wurde er erst im Sommer 1545 als Dekan der artistischen Fakultät bestätigt. Er übernahm im selben Jahr die Professur für niedere Mathematik. Die Ausübung des Lehramtes verhinderte der Schmalkaldische Krieg, und Aurifaber musste zunächst nach Magdeburg flüchten.
Auf Empfehlung Philipp Melanchthons übernahm er 1547 zunächst die Stelle seines verstorbenen Schwiegervaters, des Breslauer Reformators Johann Heß. Als der Lehrbetrieb in der Wittenberger Universität nach dem Kriege wieder aufgenommen wurde, berief man Aurifaber 1549 wieder an seinen alten Lehrstuhl, wo er noch bis 1550 tätig war, bis er als Professor der Theologie und Pastor an die Nikolaikirche nach Rostock berufen wurde. Jetzt erwarb er für das neue Amt den theologischen Doktorgrad und wurde von Johannes Bugenhagen ordiniert. In Rostock entfaltete Aurifaber eine umfassende Wirksamkeit. Auf Betreiben Herzog Johann Albrecht I. von Mecklenburg-Schwerin arbeitete er 1551/52 die Mecklenburger Kirchenordnung aus und führte Kirchenvisitationen durch. Für Philipp Melanchthon arbeitete er den Lehrteil des „Examen ordinandorum“ aus.
Auf Anraten seines Bruders Andreas Aurifaber rief Albrecht I. von Brandenburg-Ansbach Johann zur Beilegung des Osiandrischen Streites nach Königsberg. Obwohl Melanchthon ihn vor der Übersiedlung nach Königsberg als Professor der Theologie und Inspektor des samländischen Bistums warnte, ging er im Mai 1554 dorthin. Am 1. September 1554 eröffnete er in Königsberg die Generalsynode, die das Friedenswerk für Preußen abschließen sollte. Die herzogliche Konfession wurde zwar angenommen, aber der Streit mit den Osiandristen ging weiter.
Jedoch alle seine Bemühungen, wie beispielsweise die neue preußische Kirchenordnung von 1558, konnten die gegensätzlichen Parteien nicht einigen. Vielmehr stießen die Versuche der Einigung auf Widerstand, so dass Aurifaber als Philippist angefeindet wurde.  Den Streitigkeiten überdrüssig, zog er sich nach dem Tod seines Bruders, der seine stärkste Stütze war, 1559 von den Streitigkeiten zurück. Kurz vor den blutigen Auseinandersetzungen des Osiandrischen Streites, wandte er sich 1565 seiner Geburtsstadt Breslau zu. Hier übernahm er das Pfarramt an der Elisabethkirche sowie das des Superintendenten und verstarb hier nach kurzer Wirkungszeit am 19. Oktober 1568.